# 마저리 테일러 그린
마저리 테일러 그린(영어: Marjorie Taylor Greene, 1974년 5월 27일 ~ )은 미국의 극우 성향 기업인, 정치인이며, 현재 조지아주 14번 선거구의 하원의원을 지내고 있다. 공화당원이자 도널드 트럼프 전 대통령의 지지자인 그는 2020년 11월에 당선되어 2021년 1월 3일에 취임했다.
피자게이트, 큐어넌, 위장술책 총격 등 극우 음모론, 9·11 테러 관련 음모론을 지지하며, 하원의원 당선 전에는 민주당 주요 인사들의 처형을 지지했다. 2020년 대선에서 조 바이든이 당선되자, 트럼프의 선거 불복을 지지하기도 했다.
대선 선거인단 투표에서 바이든의 낙선을 위해 투표한 공화당 의원 중 한 명이었으나, 최종적으로 바이든이 승리했다. 이에 트럼프가 대승했으나 선거 자체를 빼앗겼다는 허위 주장을 하다가, 바이든이 취임한 다음 날 바이든 신임 대통령을 권력 남용 혐의로 탄핵안을 제출했다. 하원은 각종 선동 및 폭언을 이유로 그린을 하원 내 모든 위원회에서 제명하는 표결을 부쳤으며, 2021년 2월 4일 투표 당시 11명의 공화당 의원들도 민주당 측이 제안한 표결에 참여했다.

## 역대 선거 결과
| 선거명      | 직책명                       | 대수  | 정당   | 득표율 | 득표수    | 결과 | 당락                   |
| ----------- | ---------------------------- | ----- | ------ | ------ | --------- | ---- | ---------------------- |
| 2020년 선거 | 하원의원 (조지아 제14선거구) | 117대 | 공화당 | 74.71% | 229,827표 | 1위  | 조지아주 하원의원 당선 |
| 2022년 선거 | 하원의원 (조지아 제14선거구) | 118대 | 공화당 | 65.88% | 169,988표 | 1위  | 조지아주 하원의원 당선 |

## 참고 자료
- Biography - Biographical Directory of the United States Congress
- Profile - Project Vote Smart
- Financial information (federal office) - Federal Election Commission
- Legislation sponsored - The Library of Congress
- 마저리 테일러 그린 on Gab